# Wydłużak pospolity
Wydłużak pospolity (Xantholinus linearis) – gatunek chrząszcza z rodziny kusakowatych i podrodziny kusaków. Pierwotnie palearktyczny, ale zawleczony do Nearktyki i krainy neotropikalnej.

## Taksonomia
Gatunek ten opisany został po raz pierwszy w 1795 roku gatunek ten opisany został przez Guillaume’a-Antoine’a Oliviera pod nazwą Staphylinus linearis. Jako lokalizację typową wskazano Paryż. W jego obrębie wyróżnia się do trzech podgatunków:
- †Xantholinus linearis anglicus Lesne, 1926
- Xantholinus linearis linearis (Olivier, 1795)
- Xantholinus linearis rossicus Bordoni, 1975

Ostatni z wymienionych opisany został z Simonowska nad Amurem w 1975 roku przez Arnaldo Bordoniego. Pierwszy z kolei przez Pierre’a Lesnego na podstawie odnalezionych w Castle Eden w Anglii kopalnych okazów datowanych na pliocen i bywa również uznawany za odmianę pod nazwą X. l. var anglicus.

## Morfologia

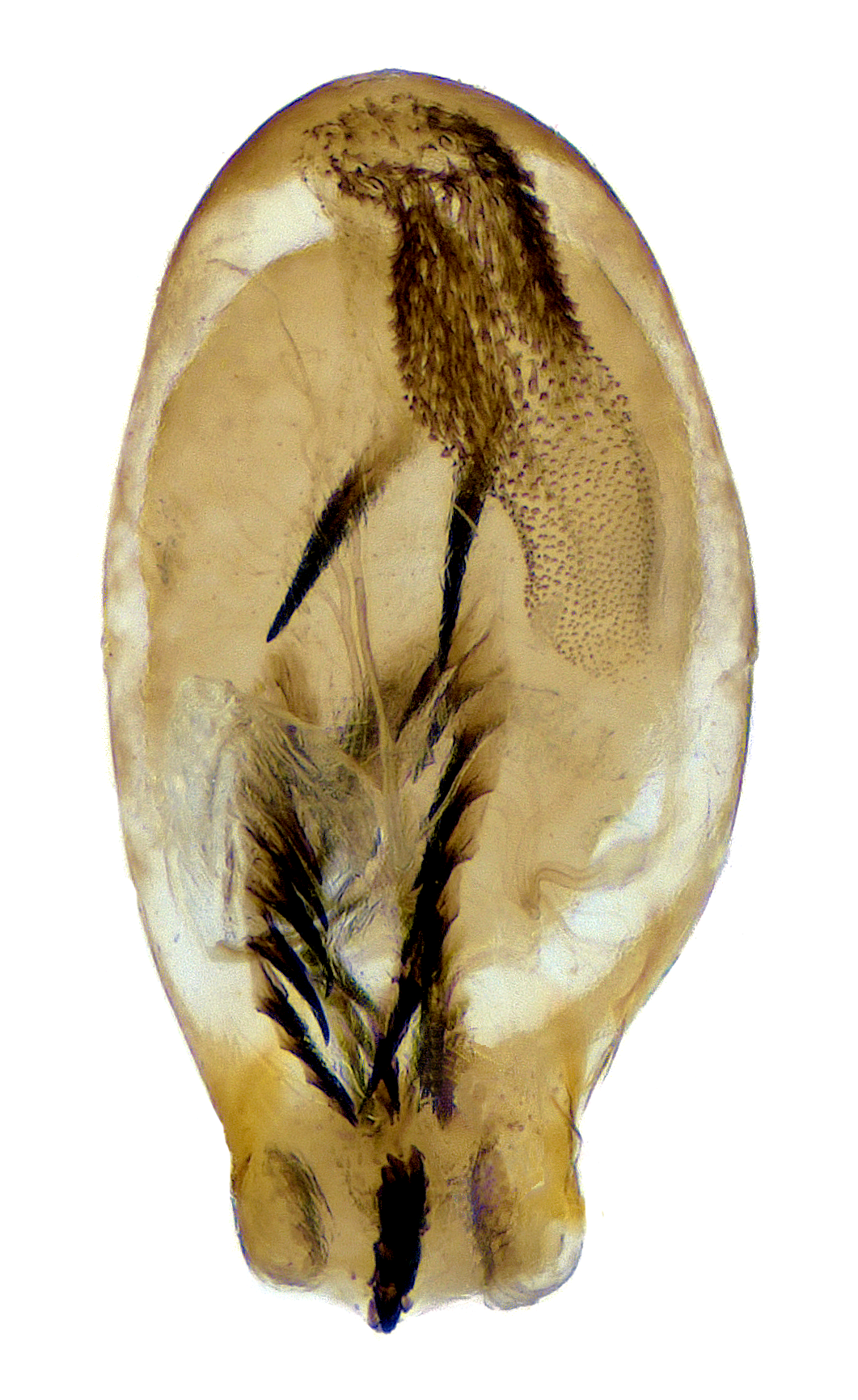
Edeagus

Chrząszcz o wąskim, silnie wydłużonym ciele długości od 6 do 9 mm. Głowa jest czarna ze słabym brązowym połyskiem, czerwonobrunatnymi czułkami i żółtymi do żółtobrunatnych głaszczkami. Jej zarys rozszerza się nieco ku tyłowi. Powierzchnia głowy ma wyraźną mikrorzeźbę poprzeczną. Skronie są pięciokrotnie dłuższe niż oczy. Czułki są dość tęgie, o długości członu trzeciego nieprzekraczającej półtorakrotności jego szerokości i członie przedostatnim wyraźnie szerszym niż dłuższym. Żuwaczki są brązowe. Przedplecze jest gładkie, błyszczące, ubarwione czarno z połyskiem brązowym lub czerwonobrunatnie. Na jego powierzchni oprócz poprzecznej mikrorzeźby występują grzbietowe szeregi liczące od 10 do 15 punktów oraz formujące niewyraźne rzędy, dość obfite punktowanie na bokach. Pokrywy są krótkie, żółtobrązowe, czerwonobrunatne, brązowe lub smolistobrunatne. Odnóża są krępe, barwy żółtej, żółtobrunatnej lub czerwonobrązowej, o kolczastych goleniach. Czarny lub smolistobrunatny odwłok ma nierozjaśnione tylne krawędzie tergitów. Cztery pierwsze tergity nie mają poprzecznych wgnieceń u nasady. Piąty tergit ma wyraźną obwódkę błoniastą na tylnej krawędzi. Genitalia samca mają gruszkowaty edeagus z szeroko-taśmowatym, niezwiniętym spiralnie endofallusem pokrytym kolcami, które w części szczytowej rozmieszczone są w czterech szeregach podłużnych.

## Ekologia i występowanie
Owad zasiedla lasy i rozmaite biotopy przekształcone, chętnie też synantropijne. Stroni od gleb wilgotnych. Bytuje wśród rozkładających się szczątków roślinnych, pod odchodami i padliną oraz w zamieszkałych dziuplach. W okresie zimowym znajdowany bywa w gniazdach kretów. Poluje na drobne bezkręgowce i ich larwy.
Gatunek pierwotnie palearktyczny, ale współcześnie jako zawleczony obecny też w Nearktyce i krainie neotropikalnej. Podgatunek nominatywny w Europie znany jest z Irlandii, Wielkiej Brytanii, Portugalii, Hiszpanii, Francji, Belgii, Luksemburgu, Holandii, Niemiec, Szwajcarii, Austrii, Włoch, Danii, Szwecji, Norwegii, Finlandii, Estonii, Łotwy, Litwy, Polski, Czech, Słowacji, Węgier, Białorusi, Ukrainy, Rumunii, Bułgarii, Słowenii, Chorwacji, Bośni i Hercegowiny, Serbii, Czarnogóry, Macedonii Północnej, Grecji i europejskiej części Rosji. Na kontynencie tym na północ zasięgiem wykracza daleko poza koło podbiegunowe. W Afryce stwierdzono jego występowanie na Azorach, Wyspach Kanaryjskich, Maderze, w Maroku, Algierii i Tunezji. W Azji wykazany został z Turcji, Gruzji, Syberii, Kazachstanu i Iranu. Ponadto zawleczony został do Stanów Zjednoczonych, Kanady i Wenezueli. Podgatunek X. l. rossicus występuje na Rosyjskim Dalekim Wschodzie.